# Dioscorea alata
Pour les articles homonymes, voir Ube.
Espèce
Classification APG III (2009)
Le Ube, igname ailée, grande igname ou cambarre (Dioscorea alata) est une espèce de plantes du genre Dioscorea et de la famille des Dioscoreaceae.
C'est une plante lianescente principalement cultivée aux Philippines et d'origine d'Asie du Sud-Est. Elle est cultivée pour ses tubercules comestibles de couleur violette. La plante est retrouvée, aux États-Unis, Amérique du Sud, et en Chine où elle est considérée comme plante envahissante.

## Description
Cette liane dioïque est caractéristique avec ses tiges à 4 angles ailés, dextrogyres, jusqu'à 10 m de long, glabres, portant souvent des petits bulbes aériens (elle est dite bulbifère). Ces bulbilles apparaissent à l'aisselle des feuilles; en général leur poids va de 20 à 100 g.
Les feuilles opposées dans le haut (et alternes pour celles du bas) sont entières, glabres, ovales, à base cordée (avec un sinus profond), à apex brusquement acuminé, de 12 × 8 cm.

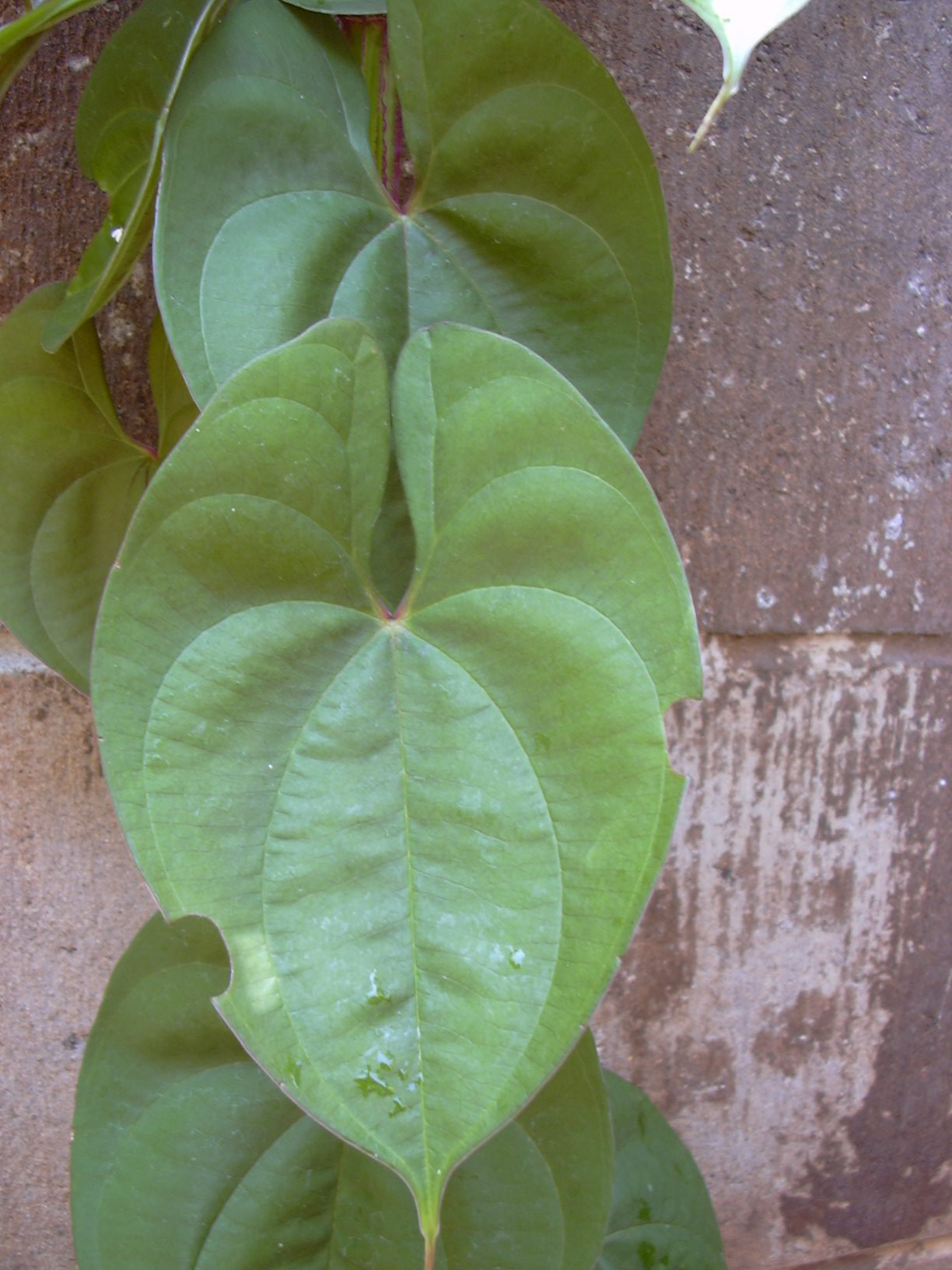
Feuille de D. alata (Hawaii).

Les fleurs mâles sont disposées en longues panicules composées d'épis flexueux verticillés, les fleurs femelles en épis simples. Les individus femelles sont moins fréquents que les mâles. La pollinisation et fécondation naturelle est pratiquement inexistante mais des fruits parthénocarpiques sont parfois observés.
Le fruit est une capsule rigide, luisante, à 3 larges ailes, de 2 à 3 cm de diamètre.
Le tubercule comestible a une chair blanche ou jaune-crème ou mauve suivant la variété ; sa taille et sa forme sont aussi très variables. Dans la variété « Pacala », la tête s'élargit à son diamètre maximal (8 à 15 cm) et le corps cylindroïde à fusiforme, s'atténue progressivement dans le tiers inférieur. Il fait de 20 à 40 cm de long et pèse de 2 à 5 kg. Il est remplacé chaque année.

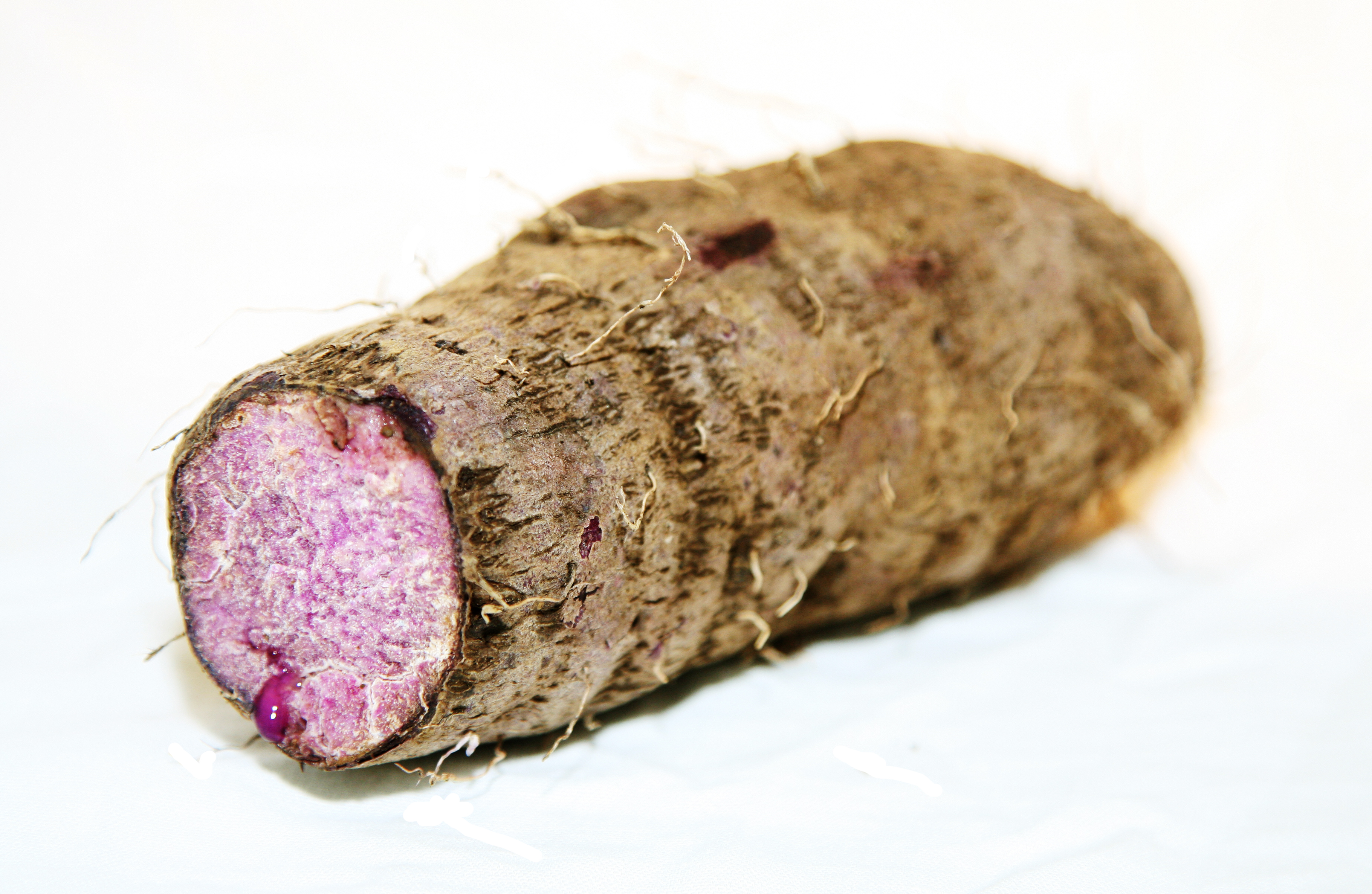
Tubercule coupé.

## Évolution et diversité variétale
Dioscorea alata est originaire des Philippines. Elle partage de nombreux caractères avec une espèce typiquement mélanésienne, D. nummularia.
Des travaux récents suggèrent cependant que D. alata aurait d'abord divergé entre cultivars sud-asiatiques et cultivars pacifiques. La domestication de cette espèce se serait produite indépendamment dans ces deux régions du monde. Par la suite, certaines variétés auraient été introduites en Inde et, de là, en Afrique, qui elle-même aurait servi de berceau pour l'introduction de D. alata dans les Caraïbes. 
La plupart des variétés connues en Afrique de l'Ouest ont été introduites au XVIe siècle. Son introduction en Amérique a été assurée par les Portugais et les Espagnols dans les années 1500. 

## Dénomination et utilisation
Il existe des centaines de cultivars de D. alata, qui résultent en grande partie de mutations spontanées propagées par multiplication clonale.
Au Cambodge, elle est appelée ដំឡូងឈាមមាន់ (littéralement « tubercule sang de poulet », allusion à la coloration du tubercule), et elle est principalement utilisée pour confectionner des soupes et des salades.
En Chine, on parle de shenshu (参薯 shēnshǔ). Ce végétal pousse à l'état sauvage dans la province du Hubei, où il est consommé comme légume ou utilisé en médecine chinoise traditionnelle.
Elle est connue aux Antilles françaises sous le nom de igname Saint-Martin. À La Réunion, où, actuellement, elle est cultivée et utilisée dans la cuisine réunionnaise, elle est appelée cambarre, kambar ou kãbar. Utilisée comme le manioc en pâtisserie, elle donne des gâteaux d'une couleur rouge peu commune. Elle fait partie des ingrédients traditionnels que l'on trouvait dans les Hauts de l'île. On peut la trouver sur les marchés, notamment dans la ville du Tampon dans le Sud de l'île, sous la forme d'une racine qui se reconnait par ses petits points violets visibles sur la chair plutôt blanchâtre.
Elle peut être frite, bouillie et peut personnaliser les apéritifs.
- = Dioscorea aculeata L.
- = D. fasciculeata Roxb.
- = D. sativa auct.
- ≡ D. esculentus Lour.
- ≡ Dioscorea colocasiifolia Pax
- ≡ Dioscorea sapinii De Wild.

Elle sert également à fabriquer une boisson originaire des Philippines, l’ube latte. C’est une boisson fabriquée à partir de poudre d’ube mélangée avec du lait et de l’eau chaude. Populaire en Asie, elle est en train de devenir à la mode en Europe, dans les lieux qui servent aussi du matcha.

## Composition
Une variabilité importante existe dans la composition des différents cultivars. Les variétés anciennes très riches en anthocyanes ont une chair colorée en rose, mauve ou violet.
Les tubercules contiennent un alcaloïde toxique et amer, la dioscorine (en) qui impose une cuisson avant leur consommation. Il a été mis aussi en évidence 35 composés volatils : terpènes, cétones, aldéhydes, hydrocarbures aromatiques, composés sulfuriques et alcools.
Une étude menée sur 16 variétés cultivées à Ibadan au Nigeria a donné une variation pouvant aller du simple au double dans la composition en protéines brutes (4,3 à 8,7 % de la masse sèche) des tubercules.
Le taux d'humidité qui varie de 66 % à 78 % influe sur la texture et la capacité de conservation. Cette étude a donné les résultats suivants pour la composition moyenne en protéines, sucres, amidon et fibres alimentaires totales, en % de matière sèche de la farine :
| Farine    | Farine | Farine | Farine     |
| Protéines | Sucres | Amidon | Fibres al. |
| --------- | ------ | ------ | ---------- |
| 6         | 6      | 68     | 7          |

Cette étude a montré que le taux d'humidité et de protéines de cette igname est relativement élevé comparé à d'autres racines ou tubercules et qu'elle possède un taux appréciable de phosphore, calcium, potassium, zinc, manganèse et cuivre. Le taux de sodium est bas.
Elle est une source de vitamine B1 (thiamine), B6 (pyridoxine) et C.

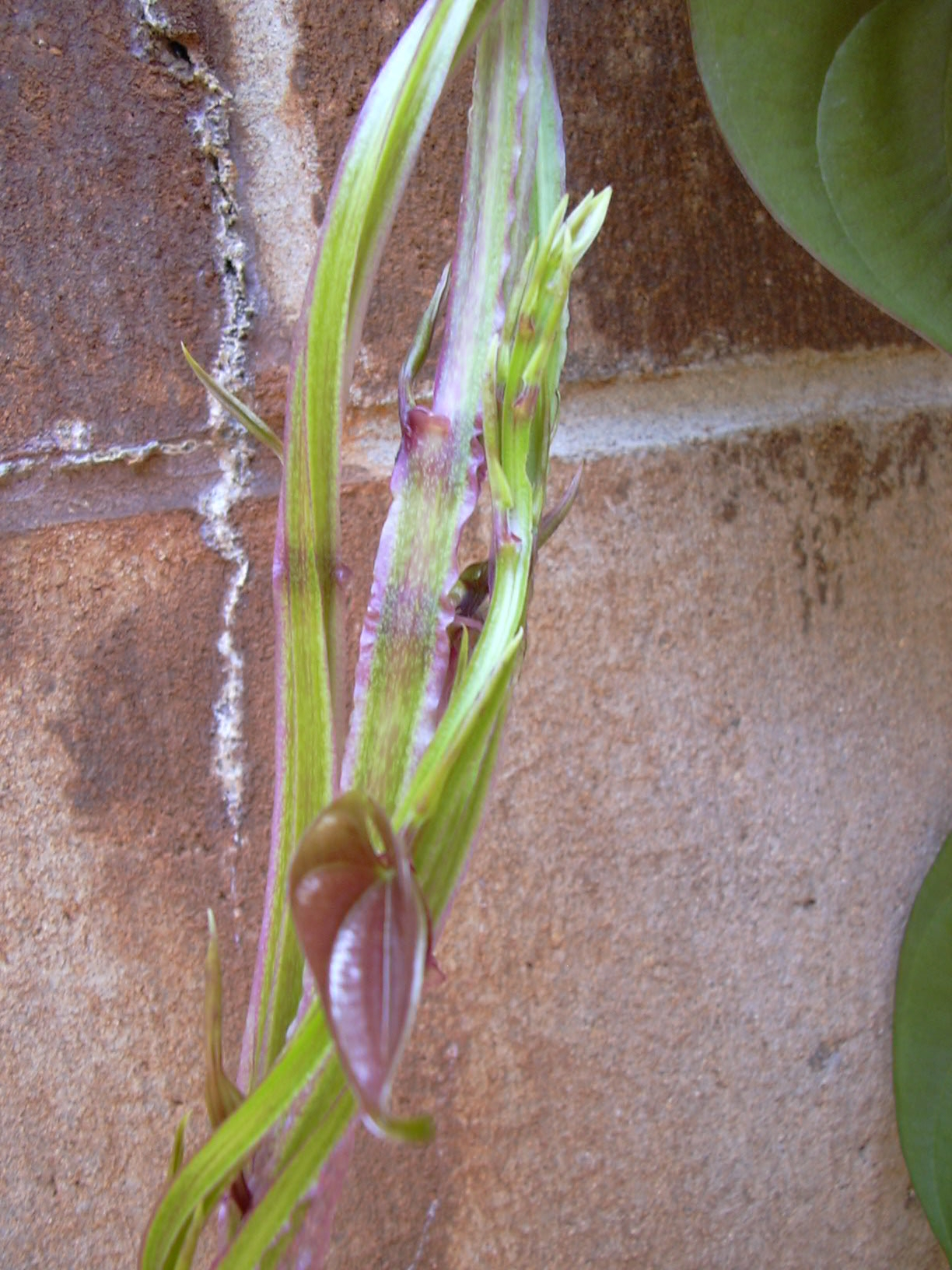
Tige ailée
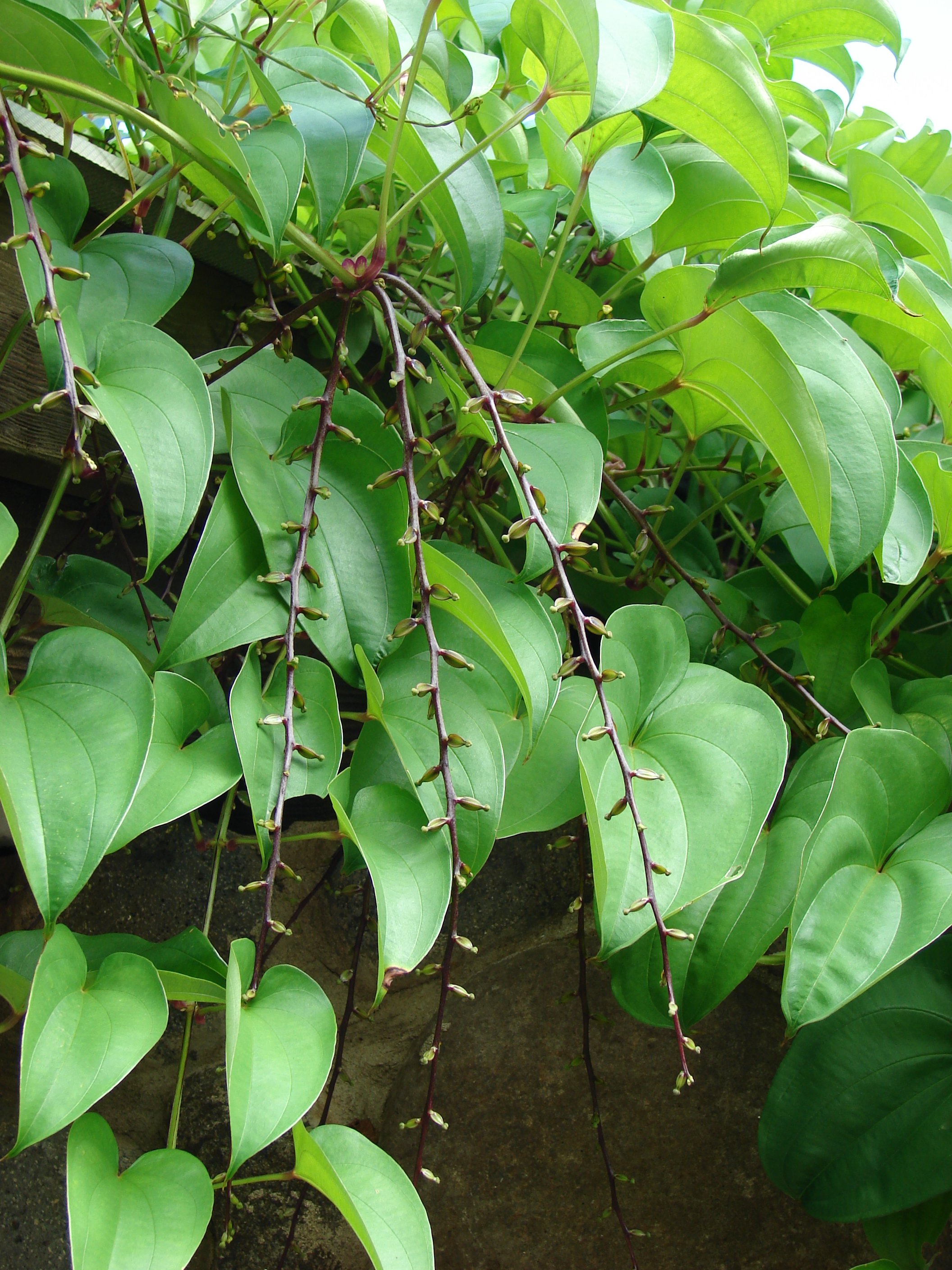
Port
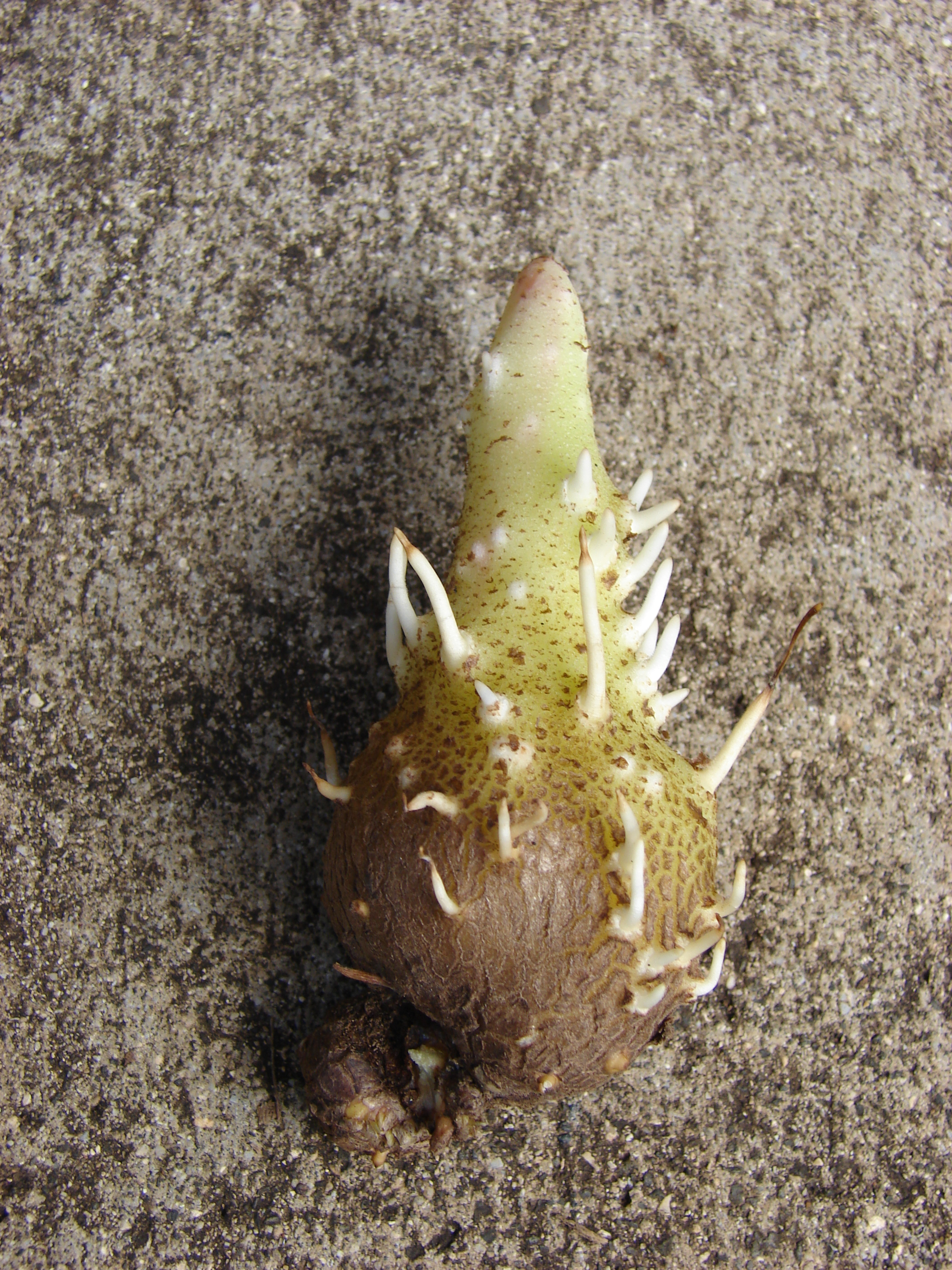
Tubercule et racines de l'igname Dioscorea alata
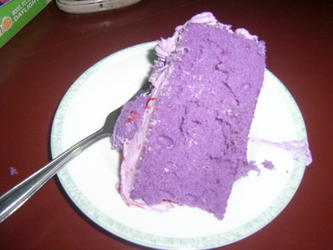
Gâteau fait avec de l'ube.

## Utilisations

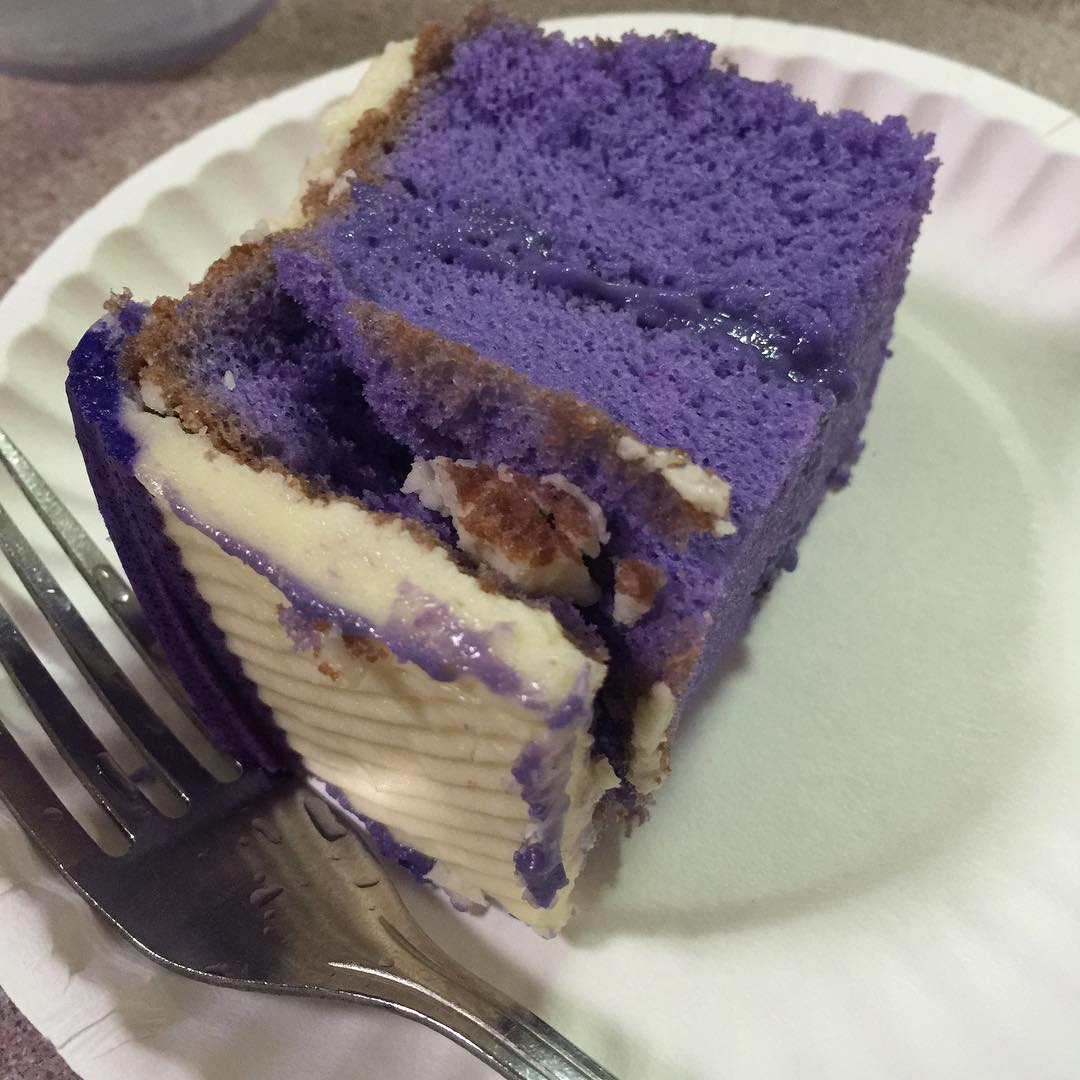
Gâteau à l'ube.

Les ignames sont d'une grande importance économique et alimentaire dans les régions tropicales des pays en développement.
Quoique cultivée en moindre quantité que les ignames d'Afrique, D. alata a la plus large répartition de toutes les ignames puisqu'elle est cultivée en Asie, dans les îles du Pacifique, en Afrique et dans les Caraïbes.
L'igname a une grande valeur nutritive en raison de sa richesse en glucides, en fibres alimentaires et minéraux. Mais ce n'est pas un produit alimentaire équilibré. Elle est riche en vitamine C mais pauvre dans les autres micronutriments.
Aux Philippines où elle est appelée ube (en tagalog), elle est la source d'un pigment violet.
En Nouvelle-Calédonie, l'igname D. alata est le légume sacré des Kanaks et peut être désigné par une multitude de noms (jusqu'à 72). De la préparation des champs à la récolte, la culture de l'igname détermine les grands événements comme le sacre du chef, les mariages, les alliances ou les deuils. Elle est à la base des chants, des danses, des légendes et des fêtes qui rythment l'année (voir l'igname dans la société kanak).